# Hippolyt von Bray-Steinburg
Hippolyt Graf von Bray-Steinburg (* 18. August 1842 in Athen; † 7. März 1913 in München) war ein deutscher Diplomat aus der Familie Bray.

## Leben
Hippolyt von Bray-Steinburg war ein Sohn von Otto von Bray-Steinburg und dessen Ehefrau Hippolyta, geborene Dentice (1820–1882) aus dem Hause Principi di Frasso. Er besuchte von 1857 bis 1862 die Pagerie in München, studierte nach seinem Abitur anschließend an der Universität Bonn und war seit 1863 Mitglied des Corps Borussia Bonn.
Nach seiner Praxiszeit beim Landgericht Straubing und Passau wurde Bray-Steinburg 1867 zunächst Gesandtschaftsattaché in London, dann in Berlin. Von 17. August bis 17. Dezember 1870 war er bayerischer Geschäftsträger in Sankt Petersburg und trat 1871 in den Reichsdienst über. Er wirkte 1872 als Legationssekretär in Konstantinopel, wurde ein Jahr später Botschaftssekretär in Wien und 1875 Legationssekretär in Stockholm. Ab 1876 war Bray-Steinburg in Belgrad tätig. Zunächst als Generalkonsul, von 1880 bis 1886 als Ministerresident und anschließend als außerordentlicher Gesandter und Bevollmächtigter Minister. Daran schlossen sich in gleicher Eigenschaft Verwendungen von 1891 bis 1894 in Lissabon, von 1894 bis 1897 in Stockholm und von 1897 bis 1899 in Bukarest an.
1911 wurde er Ehrenbürger von Irlbach. Bray-Steinburg war Wirklicher Geheimer Rat mit dem Prädikat Exzellenz, Kämmerer, Ehrenritter des Malteserordens sowie von 1899 bis zu seinem Tod erblicher Reichsrat in der Ersten Kammer der Bayerischen Ständeversammlung.
Bray-Steinburg hatte sich am 6. Mai 1871 in Dresden mit Anna von Medem (1848–1922) verheiratet. Aus der Ehe gingen drei Söhne und zwei Töchter hervor.